# Bournel
Bournel is een gemeente in het Franse departement Lot-et-Garonne (regio Nouvelle-Aquitaine) en telt 229 inwoners (2004). De plaats maakt deel uit van het arrondissement Villeneuve-sur-Lot.

## Geografie
De oppervlakte van Bournel bedraagt 14,3 km², de bevolkingsdichtheid is 16,0 inwoners per km².
De onderstaande kaart toont de ligging van Bournel met de belangrijkste infrastructuur en aangrenzende gemeenten.

## Demografie
Onderstaande figuur toont het verloop van het inwonertal (bron: INSEE-tellingen).